# Thomas Zajac
Thomas Zajac (Viena, 22 de septiembre de 1985) es un deportista austríaco que compite en vela en las clases Nacra 17 y Tornado. 
Participó en los Juegos Olímpicos de Río de Janeiro 2016, obteniendo una medalla de bronce en la clase Nacra 17 (junto con Tanja Frank). Ganó una medalla de plata en el Campeonato Mundial de Tornado de 2009.

## Palmarés internacional
| Juegos Olímpicos | Juegos Olímpicos        | Juegos Olímpicos  | Juegos Olímpicos |
| Año              | Lugar                   | Medalla           | Clase            |
| ---------------- | ----------------------- | ----------------- | ---------------- |
| 2016             | Río de Janeiro (Brasil) | Medalla de bronce | Nacra 17         |

| Campeonato Mundial | Campeonato Mundial | Campeonato Mundial | Campeonato Mundial |
| Año                | Lugar              | Medalla            | Clase              |
| ------------------ | ------------------ | ------------------ | ------------------ |
| 2009               | Bogliaco (Italia)  | Medalla de plata   | Tornado            |